# 第一方物流
第一方物流是指卖方：即商品生产者、加工者或商品供应方组织的物流活动。这些组织的主要业务是生产和供货商品，但为了其自身生产和销售的需要而进行物流网络及设施设备的投资，经营与管理。供应方或厂商一般都需要投资建设“仓库、运输车辆甚至专用运输路线等物流基础设施。卖方为了正常进行生产而建设的物流设施称为生产物流设施，而为了产品的销售而在销售网络中配置的这些物流设施称为销售物流设施。总的来说，由制造商或供应销售企业自己完成的物流活动称之为第一方物流。供应链上游制造商承担的自己生产的产品的物流活动。如厂方送货到商店、在厂区内建库房、在销售环节建物流网络、生产过程中保有库存等都属第一方物流活动。。

## 另見
- 物流
- 供應鏈